# Gare de Camnago-Lentate
La gare de Camnago-Lentat (en italien, Stazione di Camnago Lentat) est une gare ferroviaire italienne des lignes de Milan à Chiasso et de Ligne de Milan à Asso (branche Seveso -Camnago). Elle est située à Camnago, quartier de la commune de Lentate sul Seveso dans la province de Monza et de la Brianza en région de Lombardie.

## Situation ferroviaire
Établie à environ 222 mètres d'altitude, la gare de bifurcation de Camnago-Lentate est située au point kilométrique (PK) 27,092 de la ligne de Milan à Chiasso, entre les gares de Seregno et de Carimate, elle est également l'extrémité d'une courte branche de la ligne de Milan à Asso qui se débranche à la gare de Seveso.

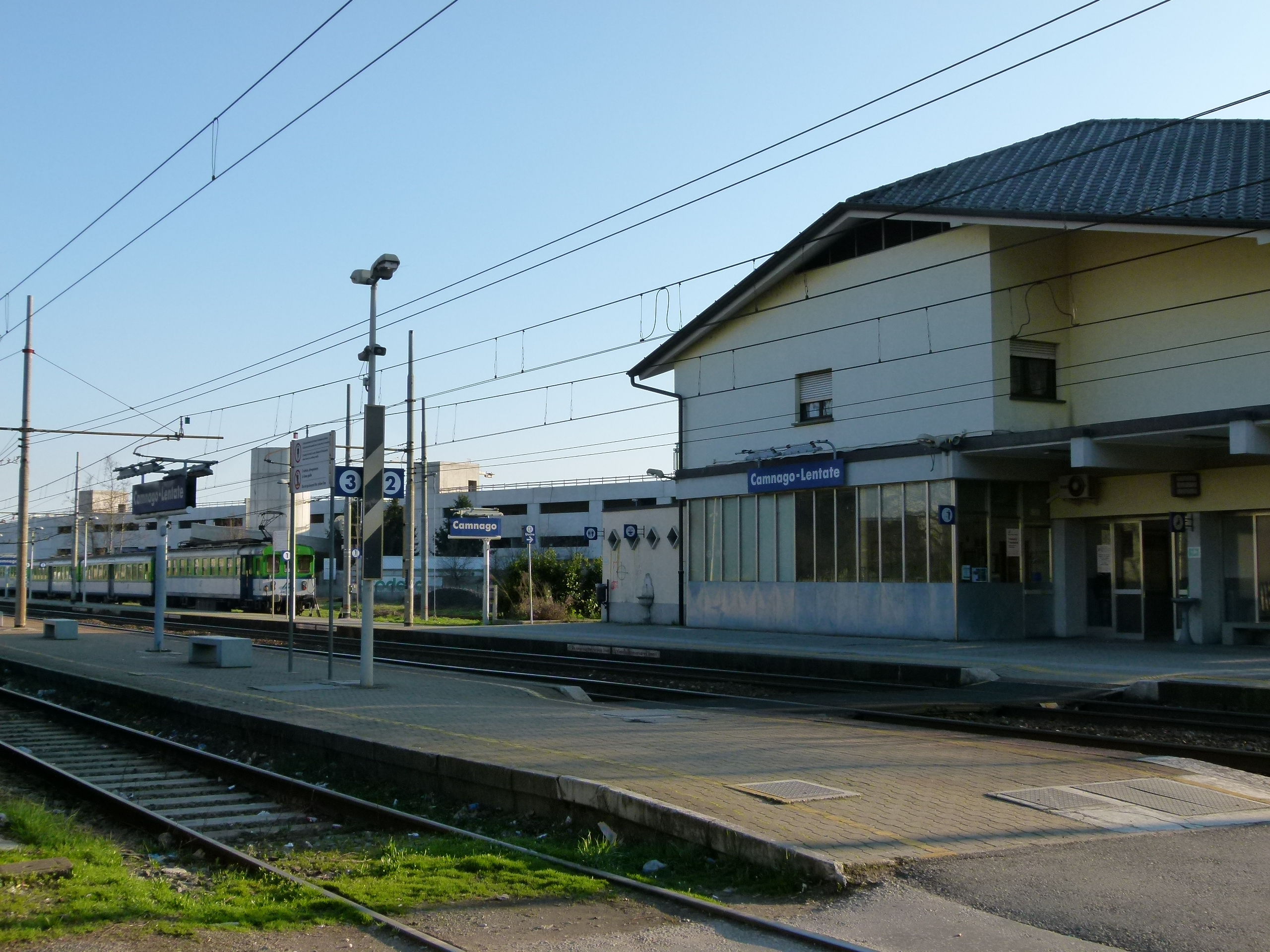
Intérieur de la gare en 2011.

## Histoire
La gare de Camnago-Lentate est mise en service le 1er octobre 1849, lors de l'ouverture de la section de Camnago à Monza de la future ligne de Milan à Chiasso. La ligne est prolongée vers Albate-Camerlata le 6 décembre 1849.
Elle devient une gare de bifurcation le 20 juin 1880, avec l'ouverture de la courte branche, de la ligne de Milan à Asso, entre Camnago-Lentate et Seveso
En 2006, elle devient une station de la ligne S4 du Service ferroviaire suburbain de Milan avec l'ouverture du service entre Seveso et Camnago-Lentate et en 2009 elle est également une station de la ligne S11.

## Service des voyageurs

### Accueil
Gare voyageurs, RFI, classée argent, et LeNord, classée secondaire, elle dispose d'un bâtiment voyageurs, avec salle d'attente et automate pour l'achat de titres de transport. Un bar est installé en gare.
Un passage souterrain permet l'accès aux quais et la traversée des voies.

### Desserte
Camnago-Lentate est desservie par des trains du service ferroviaire suburbain de Milan
C'est une station terminus de la ligne S4, relation Milan-Cadorna - Camnago-Lentate.
C'est également une station de la ligne S11, relation Milan-Porta Garibaldi - Chiasso

### Intermodalité
Un parking pour les véhicules est aménagé à proximité. Elle est desservie par des bus urbains et interurbains.